# Bethany Buell
Bethany Buell (ur. 4 grudnia 1991) – amerykańska lekkoatletka, tyczkarka.
Medalistka mistrzostw NCAA.

## Rekordy życiowe
- Skok o tyczce – 4,46 (2013)